# Dětenice, Jičín
Dětenice là một làng thuộc huyện Jičín, vùng Královéhradecký, Cộng hòa Séc.